# Bolås
Bolås är en by i Härryda kommun, Västra Götalands län. Den västra delen av området avgränsades före 2015 till en småort, benämnd Bolås (västra delen), för att därefter räknas som en del av tätorten Mölnlycke.
Bolås ligger vid Nordsjön, strax sydost om Benareby och fem kilometer sydost om den större tätorten Mölnlycke.
Byn tillhör historiskt sett Landvetters socken, men överfördes till Råda socken 1949.